# Felipe Alou

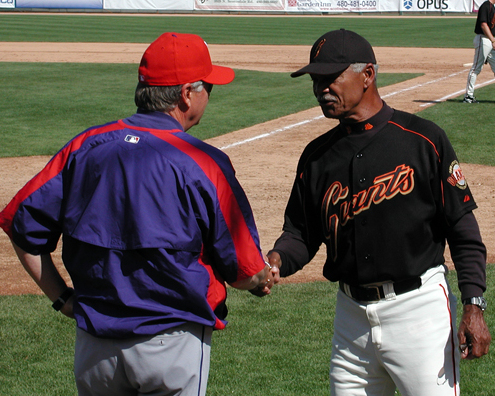
Felipe Alou durante treino com os San Francisco Giants na Primavera de 2005

Felipe Rojas Alou (Haina, 12 de maio de 1935, foi um jogador de basebol dominicano, que atuou em várias equipes dos Estados Unidos, junto a dois outros irmãos, Jesús e Matty.

## Biografia
Vivia na pobreza em seu país natal, acalentando o desejo de tornar-se médico. Praticava o beisebol, integrando a equipe local quando, numa partida final de uma das edições dos Jogos Panamericanos, Felipe entrou no último minuto, decidindo a partida e conquistando o ouro para seu pais. Abandonou a carreira universitária e transferiu-se para a equipe do San Francisco Giants

## Equipes
Em sua carreira na Major League Baseball atuou, além dos Giants, nas equipes Atlanta Braves, Oakland Athletics, New York Yankees, Montreal Expos e Milwaukee Brewers.
Depois que encerrou sua carreira foi técnico de sucesso no Expos e nos Giants.